# Xô thơm
Xô thơm, xôn, hoa xôn, tên khoa học Salvia officinalis, là một loài thực vật có hoa trong họ Hoa môi. Loài này được Carolus Linnaeus miêu tả khoa học đầu tiên năm 1753.
Xô thơm là cây bụi phụ thường xanh lâu năm, thân gỗ, lá màu xám, hoa màu xanh lam đến tía. Đây là loài bản địa vùng Địa Trung Hải, mặc dù loài này đã được du nhập ở nhiều nơi trên thế giới. Xô thơm có một lịch sử lâu đời trong việc sử dụng y học và ẩm thực, và trong thời hiện đại, nó đã được sử dụng như một loại cây cảnh trong vườn. 

## Hình ảnh

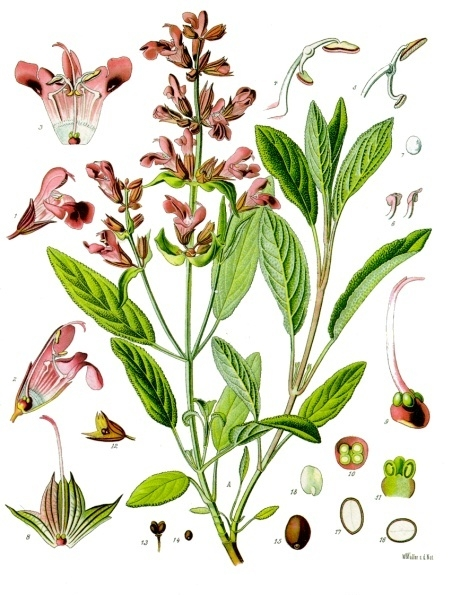
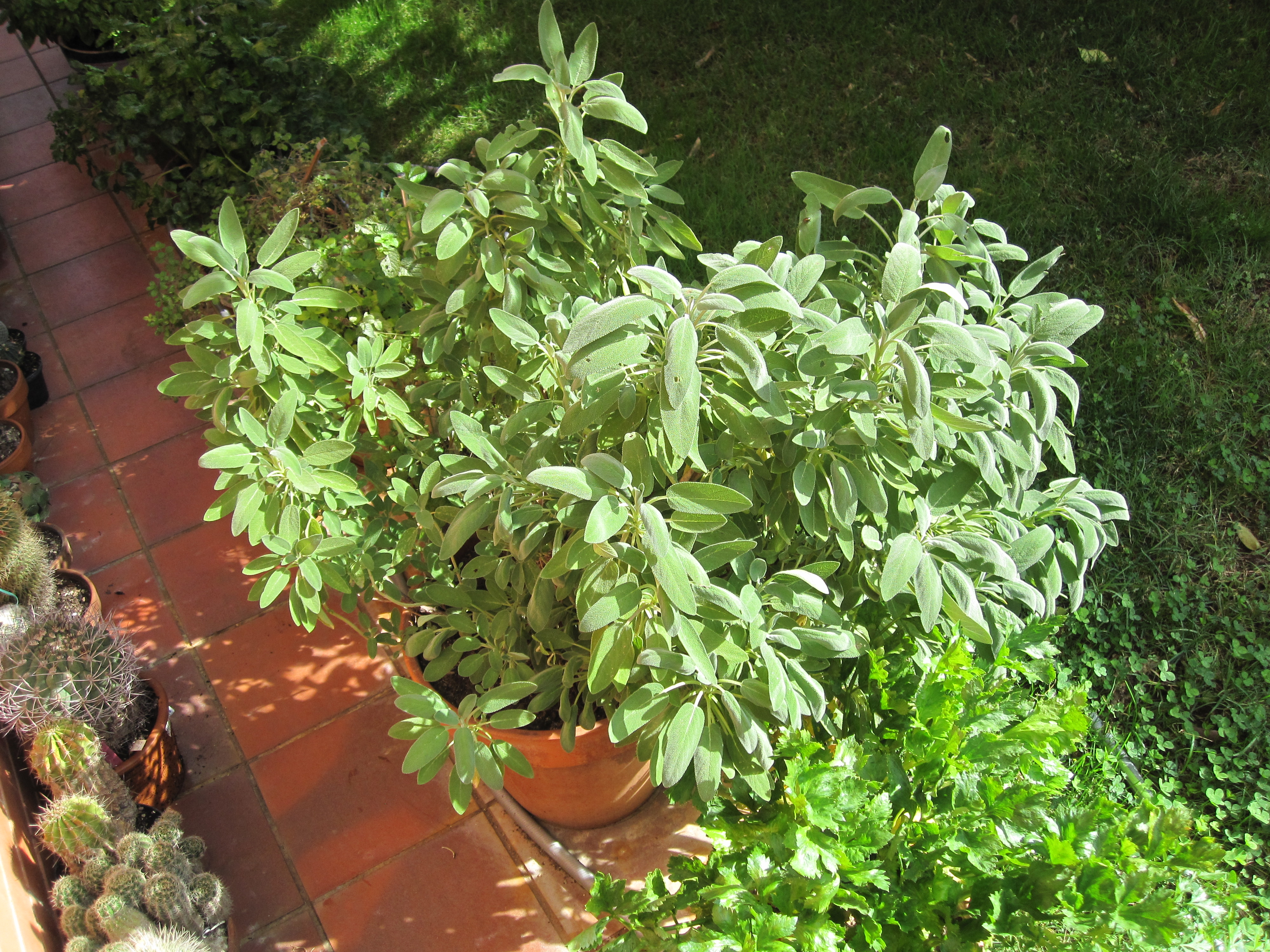
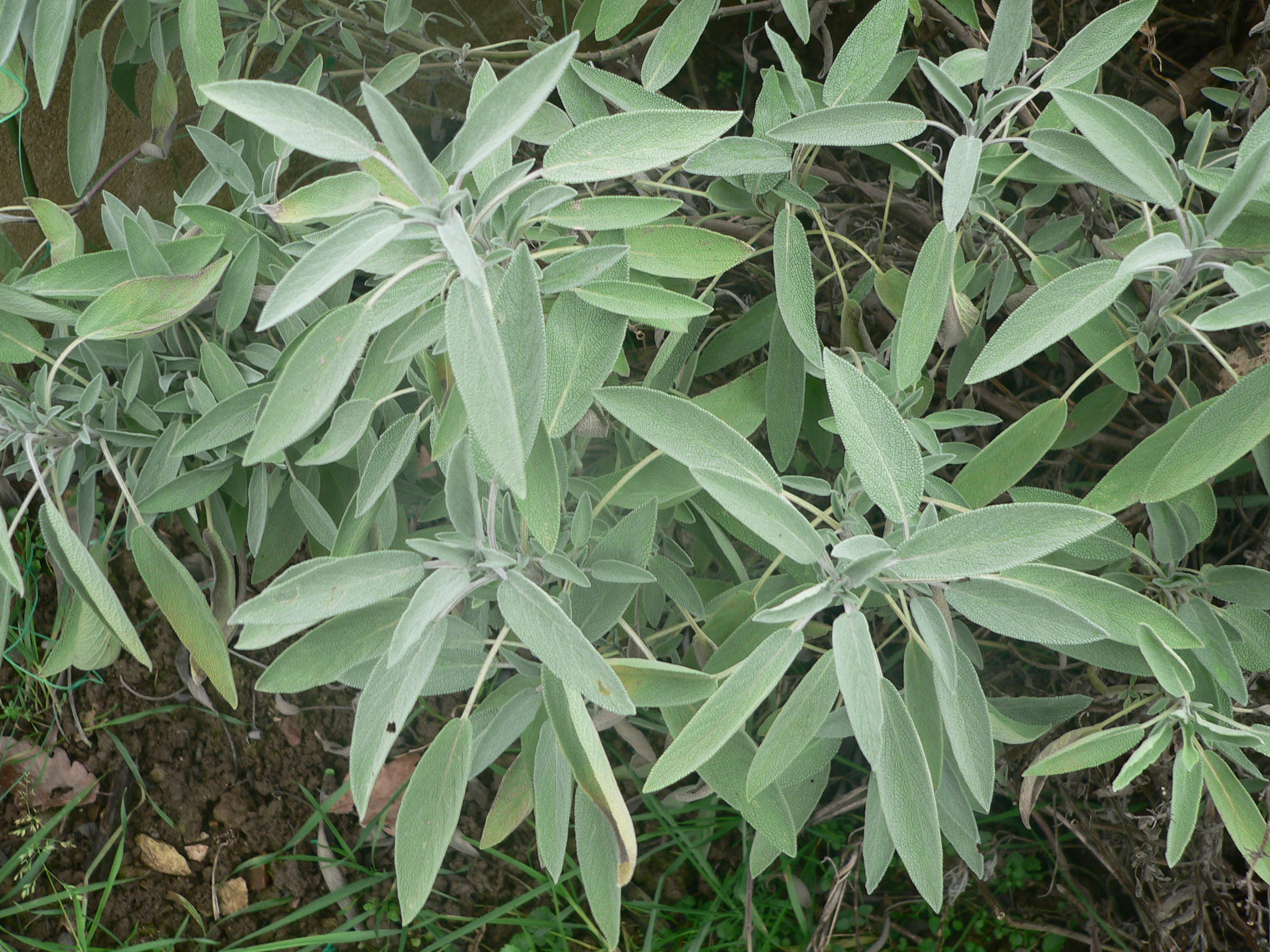
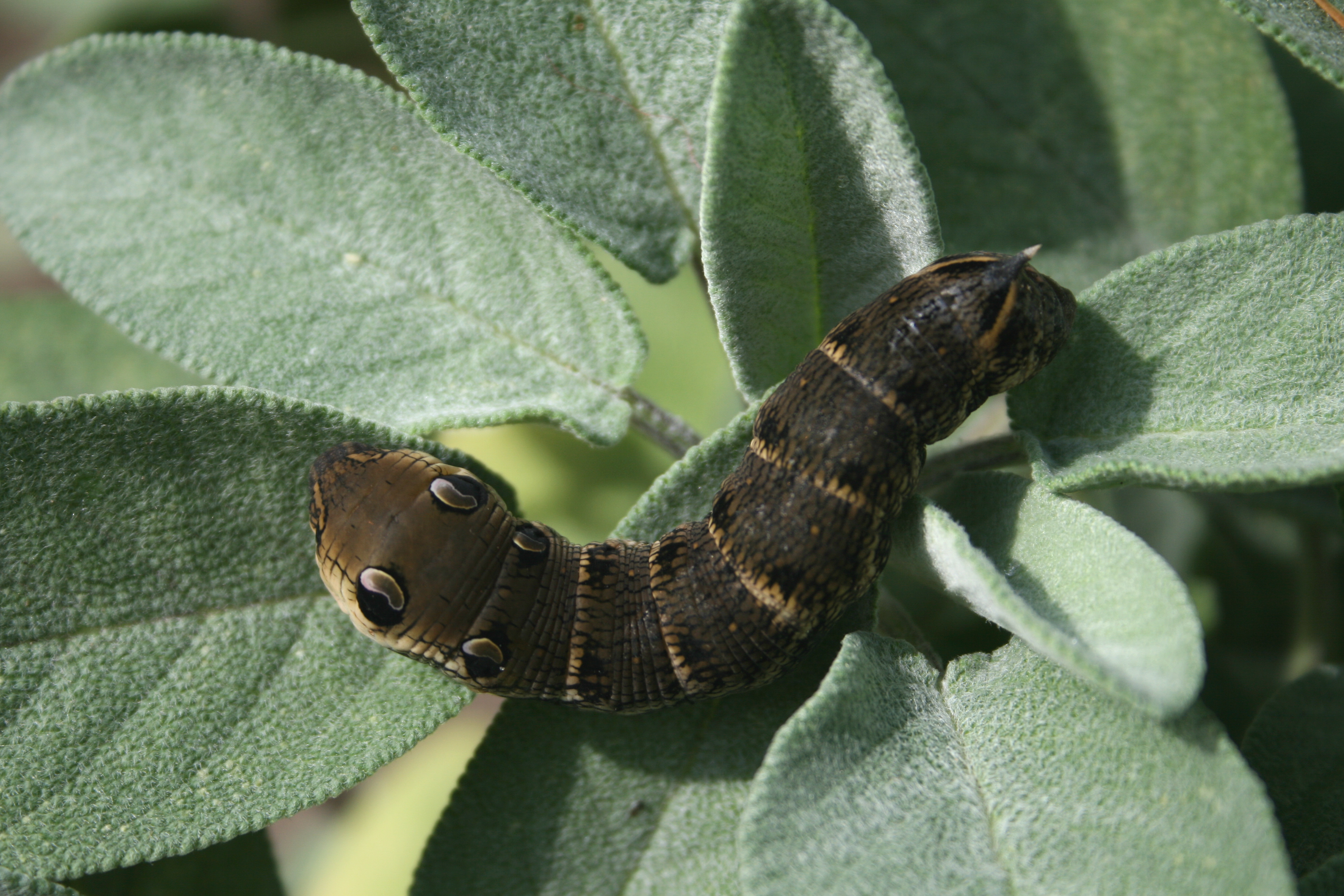